# Fortul Mosta

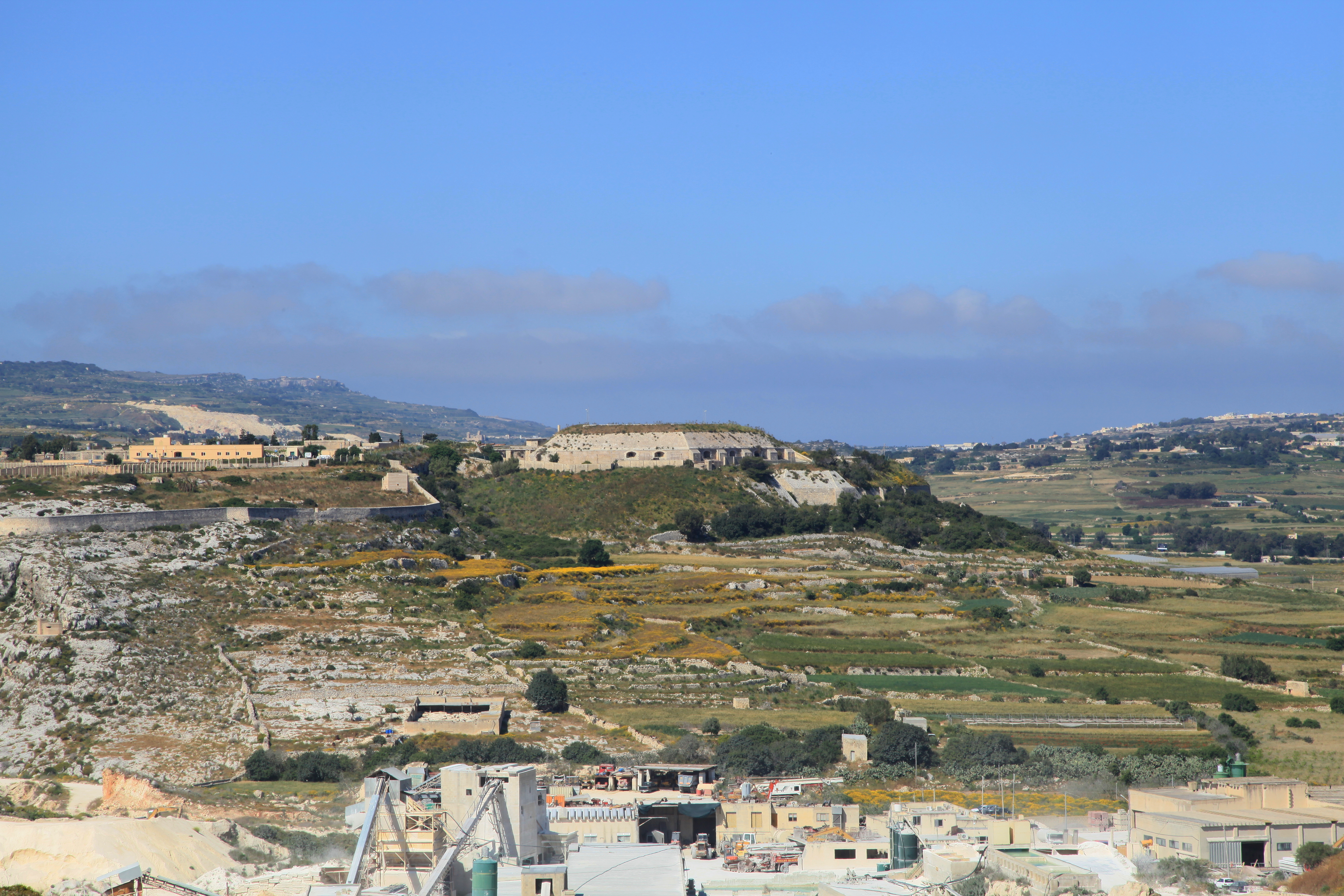
Vedere a Fortului Mosta dinspre orașul Naxxar

Fortul Mosta (cunoscut mai demult ca Fort Musta, (în malteză Il-Fortizza tal-Mosta) este un fort poligonal situat în Mosta, Malta. A fost construit între 1878 și 1880 de către britanici, ca parte a Liniilor Victoria. Este folosit astăzi de către Forțele Armate ale Maltei ca depozit de muniție.

## Istoric
Fortul Mosta a fost construit de britanici, ca parte a liniilor Victoria, o linie de fortificații de-a lungul părții de nord a Maltei, împărțind-o de partea sudică mai puternic populată. Este unul dintre cele trei forturi construite de-a lungul liniilor, celelalte două fiind Fort Binġemma și Fortul Madalena.
Fortul este cel mai strategic plasat fort de-a lungul Liniilor Victoria, ocupând fața stâncoasă la gura Wied il-Għasel. Potrivit lui Giorgio Grognet de Vasse, situl a avut o valoare strategică încă din cele mai vechi timpuri și a fost ocupat anterior de o cetate și un sat din epoca bronzului, acolo unde au rămas vestigii arheologice. Când britanicii au deics construirea unui fort, au distrus, probabil, rămășițele din epoca bronzului, cu toate că nu este cunoscută nici o dovadă reală a existenței lor. În ciuda acestui fapt, sub fort au fost găsite catacombe datând din secolul al IV-lea sau al V-lea secol d.Hr., catacombe care încă mai există.
Fortul a fost ultimul dintre cele trei forturi majore ale Liniilor Victoria care a fost construit. Construirea sa a fost aprobată în 1873, dar în timp ce construcția celorlalte forturi începuseră în 1875 (Fort Binġemma) și 1878 (Fort Madalena), lucrările la Fort Mosta nu fuseseră începute când generalul Lintorn Simmons (care mai târziu a devenit guvernator al Maltei în 1884) a vizitat aceste locuri în februarie 1878. Construcția a început la scurt timp după vizita sa.
Fortul este alcătuit din două părți, o formă pentagonală, care este înconjurat de un șanț, și o baterie în afara sa. Acestea au fost legate împreună de o poartă mică. Spre deosebire de celelalte două forturi, Fortul Mosta nu a avut tunuri RML deoarece nu a fost destinat apărării de coastă.
Liniile Victoria au fost abandonate în 1907, la doar opt ani după ce au fost finalizate, astfel deoarece s-a considerat că nu au o valoare defensivă mare. Deși Fortul Binġemma și Fortul Madalena au rămas în uz pentru apărarea coastei, Fort Mosta nu mai avea nici o valoare militară. În 1940, a devenit un depozit de muniție.

## În prezent
Fortul Mosta este încă folosit ca depozit de muniție de către Forțele Armate ale Maltei. Întrucât este folosită de armată și de secția canină a poliției malteze, fortul nu este deschis publicului.
Deși Forțele Armate au făcut eforturi pentru a-l menține în stare bună, fortul necesită o atenție deosebită, deoarece este construit în principal, pe zgură albastra, iar acest lucru duce la deteriorarea structurii.